# Utolsó Alkalom
Az Utolsó Alkalom egy 1999-ben alakult borsodi független punk együttes.

## Története
1999 februárjában alakította Rotten (Kaulics János - dob, ének), Barbie (Alföldi Csaba - basszusgitár, vokál) és Vírus (Vígh János - gitár, ének) Kazincbarcikán.
Még ez évben megjelentetnek egy 5 számos házi készítésű demó kazettát. 2000-ben jelenik meg első hivatalos anyaguk, a Trottel records terjesztésével, Minek ?! címmel. Változó intenzitású koncertezés után 2001-ben Vírus kivált az együttesből, közvetlenül azelőtt, hogy 2001 decemberében elkezdték a második stúdió anyaguk felvételét. A felvételeket Rotten és Barbie együtt kezdték és fejezték be, a C.A.F.B.-s Süti (Sütő Lajos) hathatós segítsége mellett. A felvétel 2002-ben lát napvilágot CD-n, és kazettán is, Psichopatika címmel. Első klipjük is erről a dalról készül, amelyen már az új gitáros, Kónya Norbert látható. Az új hanganyag kapcsán, mind a zene, mind a szövegvilág letisztultabb összetettebb képet alkot az első kazettához képest. Norbi hozzávetőlegesen másfél évig maradt az együttessel.
Norbi helyére ketten érkeztek 2003 augusztusában. Panni (Tóth Anna), és skAdam (Orbán Ádám). Négyen állnak tehát az eddigi dalok megreformálásához, valamint az új dalok írásához, immár a két, gitáros szerkezet figyelembe vételével. A koncertek is sűrűsödni látszanak ezen felállás mellett, az ország egyre több pontjára, és a határon túlra is eljut a zenekar. 2004-ben kezdik el a később, 2005-ben Végjáték címmel megjelent hangzó anyaguk felvételeit, melyet ismét Süti irányítása alatt, tesznek meg. Megjelennek a zenében skAdamnak köszönhetően az ütemesebb akusztikus ska-s betétek, a szövegvilág ironikusan társadalom kritikus, olykor humoros mivolta ki kristályosodik. Többszöri utalások vélhetők felfedeződni az EU-csatlakozás előzetes negatív hatásaival szemben, valamint az ország, bizonyos érdekektől mesterségesen vezérelt, oldalakra való megosztása bukkan fel, negatív jelzőként a dalokban.
Váratlan hír, hogy az egyik alapító tag Barbie, 2005 nyarán megválik a zenekartól. Helyére rövid időn belül Gianni (Bélik János) kerül a basszusgitáros pozícióba, aki Rotten tinédzser kori cimborája. Fél év után kvintetté növi magát a zenekar története során először, mivel közös megegyezéssel úgy dönt a tagság, hogy Rotten kizárólag frontemberi babérokra való törését, egy dobos igazolásával támogatja majd, így 2006 januárjától egy kazincbarcikai középiskolás punk csapat, a Hajcihő tagja, meSka (Szőllősi Zsolt) ül mindössze 17 évesen a dob mögé.
Ekkorra a tagság az ország számos klubja mellett, a határon túlra is eljut, több alkalommal fellépnek Ausztriában is. Az élet azonban 2006 nyarán Pannit, és skAdamot is elszólítja az ország egy másik részére, így nem tudnák megfelelő intenzitással a zenekarban vállalt szerepüket kielégíteni. 2006 őszétől újból négyes felállásban láthatóak a srácok. Taz (Kovács Balázs), a hasonlóan, ekkorra már underground berkekben ismert Iszonyat zenekarból érkezett gitárosnak. A 2007-ben megjelent Passz című, 6 számos EP-n már Ő gitározik. Billentyűsként ezen az anyagon, a megmaradt jó kapcsolatra való tekintettel skAdam is visszatér egy ideig vendégzenészként az „ Alkalomba”. Ezen kislemez nyitó dala kapcsán készül el a zenekar második hivatalos videó klipje a Mókuskonzerv című dal mellé, melynek elkészítésében Kaulics Viola segédkezik.
Szűk egy év elteltével újból ötös fogattá bővült a csapat, mivel Jasi (Jaskó Ádám) érkezett hasonlóan meSkához a Hajcihőből, és szintén 17 évesen a ritmusgitáros tisztség betöltésére. A jövés menés azonban nem látszik a végére érni, mert 2008 augusztusában, már ismét „csak” négyes felállásban játszik az Utolsó Alkalom a Sziget fesztiválon. Taz közel két év után távozik, Jasi marad az egyedüli gitáros. Ezen körülmények figyelembe vétele nélkül, a zenekar legjobb korszaka következik. A folyamatos koncertdátumoknak, fesztiváloknak, A Király nevében című 2010-es lemeznek, 3 válogatás albumnak köszönhető az, hogy sokak számára ismertté válhatott az Utolsó Alkalom.
2011-ben közös split lemez készül két nagy múltú zenekarral, az Elit Osztaggal, és a C.A.F.B.-vel, Egység, Kétség, Háromság címmel, melyen egymás dalai eljátszásával fezeik ki a másik iránti tiszteletüket a zenekarok.
2012-ben több, elsősorban magánéleti problémák hatására bizonytalanná válik a zenekar további működése. Ennek, és Gianni év végén bekövetkező váratlan kiválása ellenére, 2013 januárjában, Rotten, Jasi és meSka felveszik a Selejt c. teljesen új dalokból álló lemezt. Basszusgitáros híján, a felvételeken Jasi a gitár mellett, a négy húros mélyebb kíséretet is magára vállalta. A lemez rövidebb, koncertesebb, nyersebb lett az előzőnél, a szövegvilágban pedig a szarkazmus, és a változatlanul társadalom elé tartott görbe tükör mellett, megjelennek a személyes indíttatású dalok is (Míg szemedben…, Jupiterv, Előre!?).
A basszusgitárt 2013. januártól, Ede Jákfalváról pengeti. Bár földrajzilag már kissé messze került a zenekar fele a szülő, és működési helyétől, mégis próbál a lehetőségeihez mérten megmaradni, és koncertezni.

## Tagok

### Jelenlegi tagok
- Kaulics János (Rotten) - ének (1999- )
- Jaskó Ádám (Jasi) - gitár, vokál (2007- )
- Szőllősi Zsolt (meSka) - dob (2006- )
- Ede Jákfalváról - basszusgitár, vokál (2013- )

### Korábbi tagok
- Gianni (Bélik János)- Basszusgitár (2005-2012)
- Barbie (Alföldi Csaba) –Basszusgitár (1999-2005)
- skAdam (Orbán Ádám)- Gitár, billentyű (2003-2006)
- Panni (Tóth Anna Mária)- gitár, (2003-2006)
- Vírus (Vígh János)- gitár, ének (1999-2001)
- Kónya Norbert –gitár (2002-2003)
- Taz (Kovács Balázs)- gitár (2006-2008)

## Diszkográfia
| 2000 | Minek?!                          |
| 2002 | Psichopatika                     |
| 2005 | Végjáték                         |
| 2007 | Passz (EP)                       |
| 2009 | A király nevében                 |
| 2011 | Egység, Kétség, Háromság (split) |
| 2013 | Selejt                           |
| 2021 | Laci sütödéje                    |